# Voliminal: Inside the Nine
Voliminal: Inside the Nine är en 2-disk-DVD av metalgruppen Slipknot.
DVD:n baserar sig runt tiden då bandet turnerade i support till sitt tredje album "Vol. 3: (The Subliminal Verses)". Denna DVD lämnar nu inget i skuggorna utan går fullt ut och tar tittarna backstage, upp på scenen, in i omklädningsrummet, in i turnébussen och mycket mer. M. Shawn Crahan (grundaren till gruppen och spelar slagverk), som har arbetat i över tre år för att samla ihop denna samling föredrar att kalla det en "film" och inte någon "DVD" eftersom det är vad det slutliga resultatet blev.
DVD:n släpptes den 5 december 2006 av Roadrunner Records.

## Disk 1: "Voliminal"
Tyngden ligger på första skivan som kallas "Voliminal" och innehåller en 90 minuter film skapad och regisserad av M. Shawn Crahan. 

## Disk 2: "Inside the Nine"
Den andra skivan är fått namnet "Inside the Nine" och är fylld med liveframträdanden och individuella intervjuer med alla medlemmarna utan masker. Här finns också alla Slipknots senaste musikvideor:
- "Duality".
- "Vermilion".
- "Before I Forget".
- "The Nameless".

Och den tidigare officiellt osläppta videon till
- "Vermilion Pt.2".

Tidigare enbart visats vid liveframträdanden.
Live-videor:
- "(SIC)"
- "The Blister Exists"
- "Eyeless"
- "Duality"
- "Vermilion"
- "The Heretic Anthem"
- "Pulse Of The Maggots"
- "Before I Forget"
- "People=Shit"